# Storkyrkans kör
Storkyrkans kör utgör, tillsammans med kyrkomusikerna, stommen för den musikaliska verksamheten i Storkyrkan i Stockholm.
Kören har ungefär 40 medlemmar (beroende på vilken besättning som behövs för respektive verk) och verksamheten innefattar framför allt konsertverksamhet i Storkyrkan, gudstjänstmusik, turnerande samt radio-, TV- och grammofoninspelningar. Kören gör oftast en utlandsturné per år och deltar i ca 20 konserter.
Repertoaren varierar från tidig gregoriansk musik from till nutida och nyskriven musik. Bland de återkommande verken finns till exempel Händels Messias som kören har framfört i Storkyrkan mer än 100 gånger under de senaste 40 åren samt dessutom i andra kyrkor.
Körens ledare sedan mer än 40 år är Gustaf Sjökvist.
2011 beslutades att lägga ned kören., och sedan januari 2012 drivs den under namnet Kammarkören Musikaliska med Ian Plaude som huvuddirigent. Körens hemvist är därmed Musikaliska akademien.

### Fotnoter
1. ↑  ”Storkyrkans kör läggs ned”. Svenska Dagbladet. 31 augusti 2011. http://www.svd.se/kultur/storkyrkans-kor-laggs-ned_6431298.svd. Läst 21 juli 2012.